# Le Petit Pangolin illustré
Le Petit Pangolin illustré (sous-titré Le journal des petites bêtes qui aiment se mettre en boule...) aux éditions Fanzinorama, est un journal né pendant le confinement dû à la pandémie de la COVID-19. Il est conçu à Bruxelles, au Bunker Ciné-Théâtre.
Fondé par Patrice Bauduinet, il paraît pour la première fois le 7 avril 2020. Tout d'abord hebdomadaire, il devient mensuel à partir de juillet 2020.
Il publie essentiellement du dessin (illustration, collage, bande dessinée, etc.). Il se présente sous forme de pages A3 sur papier crème épais.
Au départ, le journal répond à un besoin de sortir de l'enfermement du virtuel dans lequel se sont retrouvées plongées les personnes confinées.
C'est ainsi que Patrice Bauduinet lance un appel à contribution, reçoit une vingtaine de dessins, les maquette et les imprime, pour un journal qui paraît trois jours plus tard.
La parution des dessins sur papier permet de vivre à nouveau des expériences dans le concret, le journal étant envoyé par la poste.
Cette diffusion a permis aussi à un certain nombre de dessinateurs privés de leurs prestations habituelles, de pouvoir continuer à dessiner et participer à un projet qui relie.
Les premiers dessins ont surtout porté sur la pandémie, le confinement, le quotidien. Sur un ton poétique, joyeux, sans volonté de verser dans la polémique.
Le nombre d'abonnement est passé de 120 à ses débuts, à une moyenne de 500 en 2022.

## Les contributeurs
Les contributeurs sont bénévoles et proviennent majoritairement du monde du fanzine ou de la BD.
On y retrouve Edmond Baudoin, Jean Bourguignon, Anne Mathurin, Marc Hardy, Patrice Bauduinet, Mu Blondeau, Laurent Lolmède, Sisca Locca, Jampur Fraize, Olivier Saive, Anne Citron, Brouette Hurlante, Yopillu, Dr Lichic, Fabesko, Florian Huet, François Walthéry, Hélène Joyeux, Jean-Philippe Gilliot, Lisette Delooz, Marc Wasterlain, Fifi, Potopoto, Chanic, Micko, Mezzo, Véro Vandegh, Jimmy Beaulieu, Charlie Degotte , Luc Noël, Daniel Simon, Marie Mahler, Nina Scceletton, Nico St James, Ma Blondiau, Anaïs Vie, Olivier Deprez, Xan Harotin, Gib Lebon, Vincent Wagnair, Chloé Erb, Anaïs Psaïla, Matilde Solari, Françoise Robaux, Morgane Somville, Noémie Barsolle, Hélène Bodart, Zoé Metreau, Erika Ratti, Mo Cassin, Charlotte Galvao, Antoine Erre, Serge Delescaille, Yves Frémion, Geneviève Van Der Wielen, Philippe Sadzot,...

## Évolution
Petit à petit, Le Petit Pangolin illustré reçoit un accueil favorable[réf. nécessaire] et les contributeurs se font plus nombreux, le journal se densifie, passant à plusieurs feuilles par numéro dès le numéro 3.
Le journal devient aussi le lieu où La Petite Fanzinothèque Belge peut informer sur la sortie de nouveaux fanzines et de ses activités.
Parmi les activités de La Petite Fanzinothèque Belge, on retrouve notamment l'animation d'un Festival International du Fanzine qui se déroule au Bunker Ciné-Théâtre tous les ans depuis 2015. Or pendant le confinement, tout festival est interdit. Le numéro 10 de juillet 2020 du Petit Pangolin illustré va alors prendre le relais et devenir le lieu physique de l'expression de ce festival : pour l'occasion, il sera traduit en espagnol et diffusé en Espagne sous le titre de El Pequeño Pangolín Ilustrado,,.
Quant au numéro 12 de septembre 2020, il met un coup de projecteur sur l'initiative de Laurent Lolmède et de son projet Pétages de plombs et autres faits très divers du confinement. Ce projet a rassemblé une cinquantaine d'auteurs qui ont illustré un fait divers cocasse généré par le confinement. Les faits divers parus dans la presse ont été récolté initialement par Musta Fior, ce qui a engendré cette dynamique d'humour et de dérision. Les illustrations des contributeurs au projet ont été exposées à plusieurs reprises et ont pu être prépubliées en partie dans le numéro 12 du Petit Pangolin illustré. Elles ont été rassemblées pour finalement paraître en juin 2021 sous le titre Pétages de plombs et autres faits très divers du confinement, collection Gestes Barrières, édité en collaboration avec l'association "Pollen" de Montflanquin. On y retrouve entre autres François Ayrole, Edmond Baudouin, Patrice Bauduinet, B-Gnet, Mu Blondeau, Manu Boisteau, Jean Bourguignon, Jean-Pierre Duffour, Jean-Yves Duhoo, Joëlle Jolivet, Etienne Lécroart, Lewis Trondheim, Lindingre, Loustal, Jean-Christophe Menu, Sylvain-Moizie, Morvandiau, Muzo, Placid, Frédéric Rébéna, Troubs, Vincent Vanoli, Isaac Wens…
Le numéro 25, de novembre 2021, réserve une surprise : il ne sera constitué que d'une seule page qui ne présentera qu'une seule intervention, celle de « la Paresse ». Et pour rester fidèle au concept, il n'a été envoyé à personne, si ce n'est à ceux qui se sont rendu compte qu'on passait du numéro 24 au 26, et l'ont demandé.
Le numéro 29, lui, marque le deuxième anniversaire du Petit Pangolin illustré. Plusieurs festivités ont lieu, dont une gigantesque exposition des 1463 dessins parus jusque-là, au Bunker Ciné-Théâtre, du 6 au 9 avril 2022. Une exposition de 1349 dessins, 135 textes, 114 collages, de 209 artistes publiés dans les 145 pages des 29 numéros.
Une autre exposition pour les deux ans du Pangolin aura également lieu à La Crypte tonique, Galerie Bortier, durant tout le mois de mai et juin 2022, avec, le 17 juin, une journée spéciale de 3 conférences, un point presse pour l'annonce du Festival du fanzine de juillet 2022, et un vernissage pour la sortie du numéro 30.